# NGC 4888
NGC 4888 је спирална галаксија у сазвежђу Девица која се налази на NGC листи објеката дубоког неба.
Деклинација објекта је - 6° 4' 32" а ректасцензија 13h 0m 36,2s. Привидна величина (магнитуда) објекта NGC 4888 износи 13,4 а фотографска магнитуда 14,3. NGC 4888 је још познат и под ознакама NGC 4879, MCG -1-33-66, VV 680, PGC 44766.